# HD216823
HD216823 — хімічно пекулярна зоря спектрального класу A3, що має видиму зоряну величину в смузі V приблизно  5,7.
Вона  розташована на відстані близько 272,3 світлових років від Сонця.